# جنيفر هوكينز
جنيفر هوكينز (بالإنجليزية: Jennifer Hawkins)‏ (من مواليد 22 ديسمبر 1983)هي ملكة الجمال أسترالية وعارضة ازياء ومقدمة عروض تلفزيونية ومعروفة أكثر بملكة جمال الكون عام 2004.

## في وقت مبكر الحياة
هوكينز ولدت في هولميسفيل، نيوكاسل أستراليا تقيم حاليا في سيدني.

## وصلات خارجية
- جنيفر هوكينز على موقع IMDb (الإنجليزية)
- جنيفر هوكينز على موقع قاعدة بيانات الفيلم (الإنجليزية)
- جنيفر هوكينز على موقع دليل عارضات الأزياء (الإنجليزية)